# Amos Anderson
Amos Valentin Anderson (Kimito, 3 september 1878 - Dragsfjärd, 2 april 1961) was een Finse krantenmagnaat en beschermheer van de kunsten. Er zijn in Finland twee musea die zijn nalatenschap beheren.

## Levensloop
De Zweedstalige Fin Amos Anderson groeide op in een boerderij in het dorp Brokärr op Kimito in de zuidwestelijke archipel van Finland. Zijn vader Anders Johan Anderson en zijn moeder Karolina Sofia Lindblom waren arme boeren. Vanuit eenvoudige omstandigheden werkte hij zich op tot een van de meest vermogende en invloedrijke industriëlen in Finland in de eerste helft van de 20e eeuw.
Hij volgde een handelsopleiding in Turku. Hij begon zijn carrière in verzekeringen en verbleef twee jaar op het vasteland van Europa, waar hij financiën en assurantie studeerde. Vanaf 1905 startte hij de ene onderneming na de andere, als bouwstenen voor een snel groeiend zakenimperium. Hij begon in 1905 in de perswereld door een professioneel tijdschrift op verzekeringsgebied Försäkrings Tidskrift, te publiceren, in 1906 gevolgd door Mercator. In 1907 richtte hij zijn eigen reclamebureau Nordiska Annonbyrå op en in 1909, met twee compagnons, een drukkerij waardoor hij zijn bladen zelf kon drukken. Twee jaar later begaf hij zich in de dagbladwereld met Dagens Tidningen. Toen hij in 1916 de drukkerij Tilgmann kocht werd hij de grootste drukker van het land. In 1920 werd hij eigenaar-directeur van het al sinds 1864 bestaande Hufvudstadsbladet, dat hij ontwikkelde tot het grootste dagblad voor Zweedstalige Finnen. Hij leidde ook de redactie, eerst als adjunct en van 1928 tot 1936 als hoofdredacteur. 
Anderson was ook politiek actief. Hij was van 1922 tot 1927 lid van de 'Eduskunta' (voor hem als Zweedstalige de 'Riksdag'), het Finse parlement. In 1937, 1940 en 1943 behoorde hij tot de 300 kiesmannen die de president kozen volgens het toen geldende systeem. Hij bezat vanaf 1924 het landhuis Tamminiemi, dat hij in 1940 schonk aan de Finse staat, zodat die er de presidentiële ambtswoning kon vestigen.

## Kunst
Van Amos Anderson werd gezegd dat zijn persoonlijkheid twee kanten had: enerzijds een harde zakenman, anderzijds een gevoelige en sociale beschermheer van kunst en cultuur. Hij was rond 1920 een belangrijk financier van de Zweedstalige Åbo Akademi in Turku (die hem in 1948 een eredoctoraat verleende) en betaalde in 1928 mee aan de bouw van de Kunsthal Helsinki. Hij sponsorde restauraties van middeleeuwse kerken in Turku, Parainen en Kimito en schreef een boek over de Finse kerkenbouw in de middeleeuwen, dat in diverse talen werd vertaald. Hij had een beslissende inbreng in de oprichting en huisvesting van het Finse Instituut in Rome. Hij waagde zich ook aan literatuur en schreef in 1923 het mysteriespel Vallis Gratiae. Ten slotte was hij een actief kunstverzamelaar. Hij bracht zijn 250 werken van moderne kunst onder in de stichting Konstsamfundet die hij in 1940 oprichtte en die zich inzet voor de Zweeds-Finse culturele gemeenschap in Finland. 
In 1913 gaf Anderson de architecten Wäinö Palmqvist en Einar Sjöström de opdracht een gebouw te ontwerpen op de Yrjönkatu in Helsinki, waarin zowel zijn privé-woonvertrekken als de kantoren voor zijn bedrijven gevestigd werden. Dit gebouw stond in de jaren twintig en dertig bekend om de vele recepties met beroemde gasten. Na zijn dood in 1961 werd het gebouw omgebouwd tot het Amos Anderson Kunstmuseum, dat in 1965 zijn deuren voor het publiek opende. Onder beheer van Konstsamfundet is hier een deel van zijn kunstcollectie ondergebracht. Onder de naam Amos Rex werd het museum in 2018 verplaatst naar een grotendeels ondergronds modern gebouw onder het plein Lasipalatsi. 
Het andere deel van de collectie, inclusief meubels, interieurdecoratie, glaswerk en keramiek, bevindt zich in het aan Amos Anderson gewijde museum in de villa Söderlångvik in Dragsfjärd op Kimito, waar de ongetrouwde Anderson zijn zomers doorbracht met de Zweedse actrice Mona Mårtenson (1902-1956) en waar hij in 1961 overleed. Dit witte huis, waarvan de oudste delen uit de 16e eeuw dateren, kocht Anderson in 1927. Hij liet het in 1934-1935 door architect Wäinö Palmqvist grondig verbouwen en uitbreiden met meer verdiepingen en zijvleugels. Naast de permanente collectie is er elke zomer een speciale expositie. Ook worden er concerten gegeven.